# Beale Air Force Base
Beale AFB is een vliegbasis van de Amerikaanse luchtmacht en plaats (census-designated place) in de Amerikaanse staat Californië, en valt bestuurlijk gezien onder Yuba County. De basis werd in 1942 opgericht onder de naam Camp Beale. Het is de thuisbasis van het Lockheed U-2 verkenningsvliegtuig.

## Tweede Wereldoorlog
In 1943 en 1944 vond veel Nederlands luchtvaart personeel, dat afkomstig was van de Royal Netherlands Military Flying School, via Camp Beale haar weg naar het No. 18 (Netherlands East Indies) Squadron te Australië.

## Demografie
Bij de volkstelling in 2000 werd het aantal inwoners vastgesteld op 5115.

## Geografie
Volgens het United States Census Bureau beslaat de plaats een oppervlakte van
26,1 km², geheel bestaande uit land.

## Plaatsen in de nabije omgeving
De onderstaande figuur toont nabijgelegen plaatsen in een straal van 24 km rond Beale AFB.